# Dressage (discipline olympique)
Le dressage est une discipline olympique des sports équestres issue de la tradition de l'équitation classique. Il est souvent considéré comme un art, car la recherche esthétique du mouvement y prend une place prépondérante. L'objectif de cette discipline est de développer les qualités du cheval ou du poney au moyen d'une éducation harmonieuse. Contrairement à la forme classique du dressage, la compétition officielle ne comporte pas d'airs au-dessus du sol, que la plupart des chevaux ne peuvent pas réaliser compte tenu de leur conformation. La compétition se concentre sur des mouvements de dressage au sol, tels que, à haut niveau, le piaffer, le passage, le trot allongé, la pirouette et les changements de pied au galop. Les mouvements présentés peuvent être effectués aux trois allures : pas, trot et galop.
En compétition de dressage, sont jugées la qualité du dressage et la locomotion du cheval. Cette discipline permet de rendre le cheval calme et confiant, mais aussi d'améliorer sa souplesse, de lui donner du brillant et de le rendre attentif au cavalier. Seuls les mouvements permettant d'améliorer les qualités physiques et mentales des équidés sont présentés en compétition.
Le dressage de compétition est une discipline équestre en elle-même, mais est aussi un des trois tests des épreuves de concours complet d'équitation (CCE).
Les épreuves de dressage sont communes aux cavaliers et cavalières. Le règlement international interdit d'organiser des épreuves réservées aux seuls cavaliers hommes ou femmes. Il en est de même pour les montures, mâles et femelles concourent dans les mêmes épreuves. Cavaliers et cavalières, chevaux et juments font l'objet d'un seul et unique classement.
Le couple cavalier/cheval évolue sur un terrain rectangulaire de 60 m sur 20 m et exécute une série de figures appartenant à un programme appelé reprise. La reprise est un test comportant une série de mouvements et d'attitudes choisis et liés ensemble par le texte de la reprise, appelé protocole, en fonction du niveau de dressage dont on veut témoigner. Chaque figure est composée d'un ou plusieurs mouvements. Ce programme peut être imposé ou libre avec de la musique. Le programme libre s'appelle aussi Kür ou reprise libre en musique (RLM). Dans les RLM, un certain nombre de mouvements doivent être obligatoirement exécutés, mais il est laissé une certaine liberté au cavalier dans le choix de sa chorégraphie et de sa musique.

## Historique
L'art du dressage se retrouve déjà chez les Grecs avec Xénophon. Afin de montrer l'excellence de l'apprentissage du dressage, un art équestre a été inventé pour permettre de mettre en valeur le cheval dressé et l'habileté de son cavalier, notamment par l'exécution de figures, appelées aussi airs, dont la difficulté d'exécution et d'enchaînement montre le degré d'excellence du couple formé par le cheval et son cavalier.
Le dressage fait sa première apparition aux Jeux olympiques lors de l'édition de 1912 à Stockholm avec le saut d'obstacles (CSO) et le concours complet (CCE). Ces trois disciplines constituent ce qu'on appelle l'équitation classique au sein de la catégorie des sports équestres. Le dressage est surtout un assemblage de différentes figures équestres.

## Dressage dans la compétition moderne

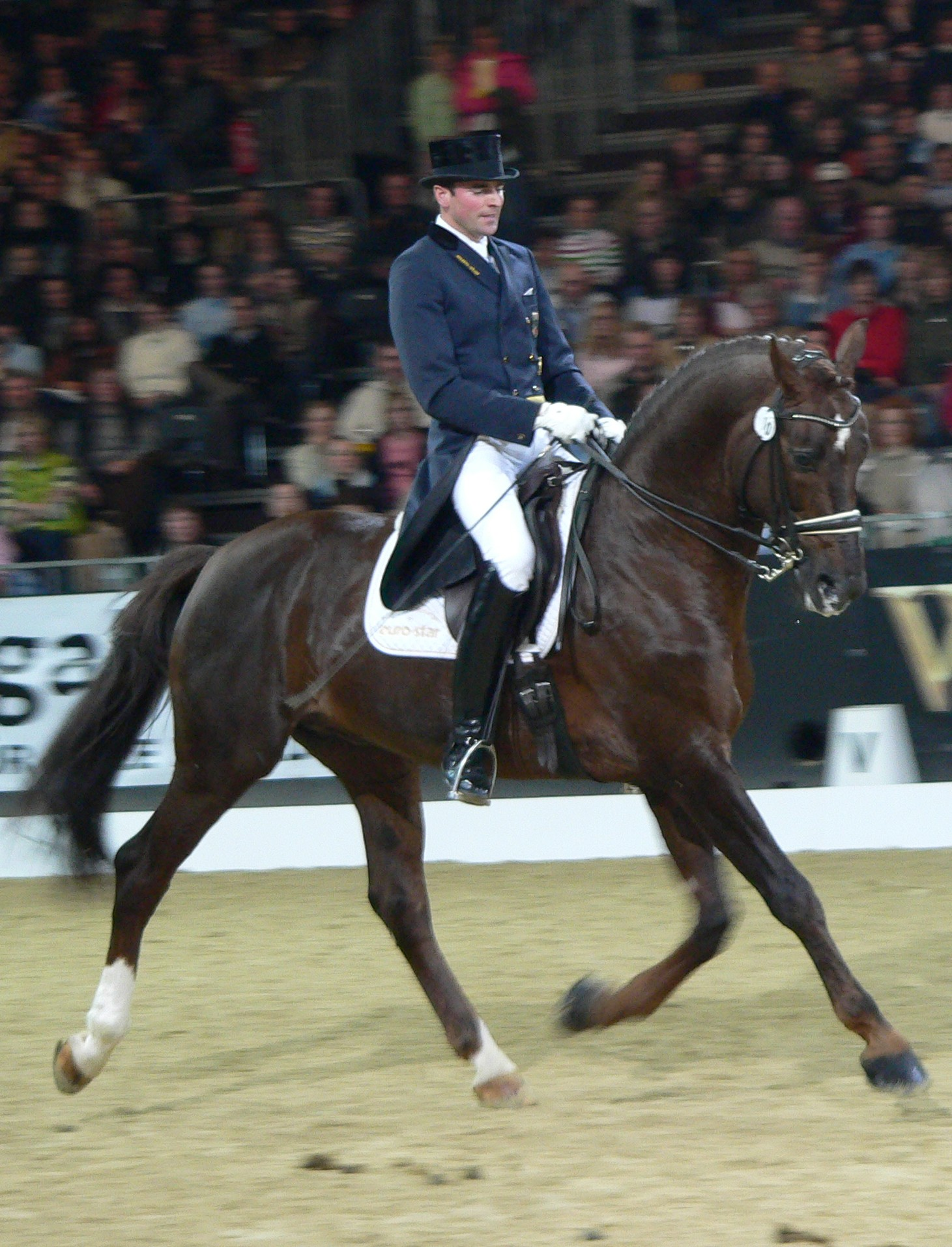
Cheval au trot allongé

La pratique de l'équitation académique et du dressage repose sur quelques figures de base simples : les figures de manège. Celles-ci sont effectuées sur une carrière de dressage de 60 mètres de long et  20 mètres de large. Certaines épreuves peuvent être effectuées sur les carrières de 40 mètres de long (information précisée sur la notice de chaque reprise). Ces carrières sont communément appelées rectangles (de dressage) pour les distinguer de celles utilisées pour la saut d'obstacles. Les rectangles de dressage peuvent être en intérieur ou en extérieur. Des lettres sont disposées en divers points de la carrière pour permettre aux cavaliers de se repérer et aussi pour fixer les points de départ et d'arrivée des figures.

Lettres et distances d'une carrière de dressage

Le couple exécute une série de figures appartenant à un programme appelé reprise et spécifié sur un document nommé protocole. Chaque figure est composée d'un ou plusieurs mouvements et se voit attribuer un coefficient de 1 ou de 2. Ce programme peut être imposé ou libre avec de la musique. Le programme libre s'appelle aussi Kür ou reprise libre en musique (RLM). Dans les RLM, un certain nombre de mouvements doivent être obligatoirement exécutés, mais il est laissé une certaine liberté au cavalier dans le choix de sa chorégraphie et de sa musique.
La compétition de dressage doit permettre d'apprécier les qualités du cheval dans cette discipline et plus particulièrement, la liberté et la régularité des allures, l'harmonie, la légèreté et la facilité des mouvements de cheval, la légèreté de son avant-main et l'engagement de son arrière-main, résultant de son impulsion, et l'acceptation du mors et la soumission sans tension ni résistance.
Le cheval doit obéir sans résistance et sans hésitation. Il doit répondre calmement et avec précision aux différentes aides, en affichant un équilibre naturel et harmonieux, tant physiquement que mentalement.
Dans tous les exercices, même à l’arrêt, le cheval doit être «sur le mors». Un cheval est dit “sur le mors” lorsque l'encolure est plus ou moins relevée et cambrée, en fonction de son niveau d'entraînement, de l'allongement ou du rythme de l'allure, en acceptant la bride avec un contact de soumission doux et constant. La tête doit rester dans une position stable, généralement légèrement en avant de la verticale; aucune résistance ne doit être opposée au cavalier.
En compétition, le dressage sert à tester la qualité de la communication entre le cheval et son cavalier.
Le cavalier emploie des ordres aussi discrets que possible afin de paraître presque communiquer en symbiose avec sa monture. Paradoxalement, aux yeux d'un public non averti, une bonne exécution donne l'impression que la discipline est facile. Cependant, une bonne reprise en compétition n'est que le résultat d'années de travail intense.
Le jury, composé de deux à cinq juges, évalue l'aisance et la fluidité dans les mouvements du couple. Certaines épreuves internationales, dont les Jeux olympiques et les championnats du monde de dressage sont jugés par sept juges. Chaque figure est notée de zéro (figure non exécutée) à dix (exécution excellente). Le jury attribue aussi des notes d'ensemble permettant de juger un certain nombre de paramètres, dépendant du niveau technique de l'épreuve, tels que la précision de l'exécution, la soumission du cheval, la qualité des allures, l'impulsion, la position du cavalier, etc. Une note artistique est attribuée lors de la reprise libre en musique ; elle tient compte en particulier de l’harmonie de la reprise, de la chorégraphie et de la musique.
La note totale est exprimée en pourcentage. Une moyenne de 65 à 70 % est une bonne note en compétition nationale. En international, les plus grandes épreuves se gagnent entre 75 et 80 %, mais des cavaliers peuvent dépasser 80 % dans certaines épreuves. Le record en reprise libre est de 90,750 %. Il a été établi en 2009 par le Néerlandais Edward Gal avec le cheval Moorlands Totilas lors des Championnats d'Europe de Windsor. Ce cavalier est le premier à avoir dépassé la barre des 90 %. Anky van Grunsven fut la première cavalière à obtenir une note artistique supérieure à 90 %. Au cours de ces mêmes championnats d'Europe de Windsor, Edward Gal et Moorlands Totilas ont également établi le record en Grand Prix avec une note de 84,085 %, et pour quelques minutes le record en Grand Prix Spécial avec une note de 83,042 %. Ce dernier record n'aura cependant tenu que quelques minutes, étant aussitôt après battu par une autre néerlandaise, Adelinde Cornelissen sur Parzival, qui obtiendra une note de 84,042 %. Depuis 2013, Charlotte Dujardin sur Valegro a battu le record du monde de dressage avec une note de 93,975 % à Londres, c'est-à-dire plus de 3 % au-dessus du record d'Edward Gal.
| Note     | Cavalier           | Cheval            | Date             | Lieu      |
| -------- | ------------------ | ----------------- | ---------------- | --------- |
| 87,129 % | Charlotte Dujardin | Valegro           | 14 avril 2014    | Lyon      |
| 85,942 % | Charlotte Dujardin | Valegro           | 22 août 2013     | Herning   |
| 84,447 % | Charlotte Dujardin | Valegro           | 17 décembre 2012 | Londres   |
| 84,085 % | Edward Gal         | Moorlands Totilas | 26 août 2009     | Windsor   |
| 81,333 % | Anky van Grunsven  | Salinero          | 2006             | Rotterdam |

| Note     | Cavalier             | Cheval            | Date            | Lieu                      |
| -------- | -------------------- | ----------------- | --------------- | ------------------------- |
| 88,022 % | Charlotte Dujardin   | Valegro           | 29 avril 2012   | Hagen am Teutoburger Wald |
| 86,458 % | Edward Gal           | Moorlands Totilas | 17 juillet 2010 | Aix-la-Chapelle           |
| 84,042 % | Adelinde Cornelissen | Parzival          | 27 août 2009    | Windsor                   |

| Note     | Cavalier           | Cheval            | Date             | Lieu            |
| -------- | ------------------ | ----------------- | ---------------- | --------------- |
| 93,975 % | Charlotte Dujardin | Valegro           | 17 décembre 2013 | Londres         |
| 91,008 % | Edward Gal         | Moorlands Totilas | 16 décembre 2009 | Londres         |
| 90,964 % | Edward Gal         | Moorlands Totilas | 18 juillet 2010  | Aix-la-Chapelle |
| 90,750 % | Edward Gal         | Moorlands Totilas | 29 août 2009     | Windsor         |
| 89,400 % | Edward Gal         | Moorlands Totilas | 2009             | Hickstead       |
| 87,850 % | Anky van Grunsven  | Salinero          | 2006             | Bois-le-Duc     |

## Règles éthiques régissant les compétitions de dressage
Depuis les années 2000, le dressage de compétition est l'objet de controverses en ce qui concerne le bien-être des chevaux. Souvent formés avec la technique du rollkur, ces derniers se déplacent avec l'encolure arrondie et le chanfrein sous la verticale. La généralisation de cette pratique a entraîné de nettes divergences entre le dressage de compétition et sa forme classique. Pour y remédier, les critères de jugement en compétition ont été modifiés pour pénaliser dorénavant sévèrement les chevaux présentant ces caractéristiques lors de leur présentation. Ainsi l'article 401 du Règlement International de Dressage spécifie que « l'objectif du dressage est le développement du cheval en un athlète heureux grâce à une éducation harmonieuse. Ainsi, il rend le cheval calme, souple, lâche et flexible, mais également confiant, attentif et perspicace, ce qui lui permet de parvenir à une parfaite compréhension avec son cavalier ».
Le Règlement International de dressage comporte un préambule rappelant le code de conduite de la FEI auquel sont assujetties toutes les personnes impliquées dans le sport équestre international. Ce code de conduite met en avant le bien-être du cheval qui ne doit jamais être subordonné à des influences concurrentielles ou commerciales.
En termes de bien-être général, la stabulation et l'alimentation offertes au cheval doivent être compatibles avec les meilleures pratiques en matière de gestion des chevaux. Du fourrage, de la nourriture et de l’eau propres et de bonne qualité doivent toujours être mis à leur disposition. Les chevaux doivent suivre un entraînement correspondant à leurs capacités physiques et à leur niveau de maturité, en fonction de la discipline pratiquée. Ils ne doivent pas être soumis à des méthodes violentes ou qui suscitent la peur. Les soins des pieds et des sabots doivent être de qualité. Les ferrures doivent être conçues et ajustées de manière à éviter tout risque de douleur ou de blessure. Pendant le transport, les chevaux doivent être entièrement protégés contre d'éventuelles blessures et tous risques pour leur santé. Les véhicules doivent être sûrs, bien ventilés, entretenus selon des normes élevées, désinfectés régulièrement et conduits par du personnel compétent. Des professionnels doivent toujours être disponibles pour gérer les chevaux lors des transports. Les voyages doivent être planifiés avec soin et les chevaux ont droit à des périodes de repos régulières pendant ceux-ci avec un accès à de la nourriture et à de l’eau.
Seuls les chevaux et les cavaliers dont la compétence est reconnue peuvent participer aux compétitions. Les chevaux doivent bénéficier d'une période de repos appropriée entre l’entraînement et les compétitions; des périodes de repos supplémentaires doivent leur être offertes après les voyages. Aucun cheval jugé inapte à la compétition ne peut ou ne peut continuer à concourir, un vétérinaire devant être sollicité en cas de doute. Toute action ou intention de dopage ou d'usage illicite de médicaments est considérée comme une atteinte au bien-être du cheval et n'est pas tolérée. Après tout traitement vétérinaire, une période suffisante, permettant un rétablissement complet avant la compétition, doit être envisagée. Les interventions chirurgicales mettant en péril le bien-être du cheval ou la sécurité d’autres chevaux et / ou cavaliers ne doit pas être autorisée. Les juments ne doivent pas concourir après leur quatrième mois de grossesse ni quand elles ont un poulain à charge. Abuser d'un cheval monté avec des aides naturelles ou artificielles (fouets, éperons, etc.) n'est pas toléré.
Pendant les compétitions, le bien-être du cheval doit primer. Ainsi ils doivent être entraînés et concourir sur des surfaces appropriées et sûres. Toutes les conditions matérielles de la compétition doivent être pensées en tenant compte de la sécurité du cheval. Tous les sols sur lesquelles les chevaux marchent, s'entraînent ou participent à des compétitions doivent être conçus et entretenus de manière à réduire les facteurs pouvant entraîner des blessures. Les compétitions ne doivent pas avoir lieu dans des conditions météorologiques extrêmes qui pourraient compromettre le bien-être ou la sécurité du cheval. Des moyens de récupération pour les chevaux après la compétition doivent être prévus. Les écuries doivent être sûres, hygiéniques, confortables, bien ventilées et de taille suffisante. Des zones de lavage et de l'eau doivent toujours être disponibles.
Un vétérinaire doit toujours être disponible lors des compétitions. Si un cheval est blessé ou épuisé au cours d'une épreuve, le cavalier doit cesser de participer et une évaluation vétérinaire doit être effectuée. Lorsque cela est nécessaire, les chevaux doivent être transportés par ambulance vers la clinique vétérinaire spécialisée la plus proche pour une évaluation et un traitement plus poussés. Les chevaux blessés doivent recevoir un traitement de soutien complet avant leur transport. L'incidence des blessures subies en compétition doit être surveillée. La qualité du sol, la fréquence des compétitions et tout autre facteur de risque doivent être examinées attentivement pour trouver les moyens de minimiser les blessures. Si les blessures sont trop graves, un vétérinaire peut avoir besoin d'euthanasier le cheval. Il le fera dès que possible pour des raisons humanitaires, dans le seul but de minimiser les souffrances. Les chevaux doivent être traités avec compassion et humanité lorsqu'ils se retirent de la compétition et prennent leur retraite.

## Les différentes épreuves de dressage

### Les épreuves de dressage au niveau national en France
Les reprises sont élaborées et réparties selon trois critères :
- la division du concurrent: Club, Poney, as poney, Amateur, Enseignant, Pro
- le niveau de difficulté: 4, 3, 2, 1, Elite
- le type d'épreuve: Imposée, Libre, Préliminaire, Grand Prix

Pour chaque division et niveau de difficulté, sont proposées une ou plusieurs reprises qui permettent une progression du cavalier et du cheval. Les épreuves de Grand Prix sont les épreuves de niveau le plus élevé pour chaque indice. En fonction des résultats obtenus, un couple cavalier-cheval n'est plus être autorisé à concourir dans des épreuves de niveau inférieur pendant douze mois, ou à concourir dans certaines épreuves de niveau national après sa participation à des épreuves internationales.
Il existe des preuves par équipe : Carrousel et Pas de Deux. Le Pas de Deux est une reprise libre en musique où deux couples sont sur la piste en même temps. Le Carrousel est une épreuve par équipe, libre et en musique. II doit comporter au minimum trois couples et peut être costumé.
Il existe des épreuves de para dressage auxquelles peuvent participer les cavaliers en situation de handicap. Des épreuves spécifiques, dites épreuves d'élevage, sont réservées aux jeunes chevaux de 4, 5 et 6 ans qui permettent juger de leur aptitude au dressage.
Seuls les cavaliers détenteurs du Galop 7 de compétition peuvent concourir dans les épreuves Amateur, Enseignant et Pro. Le règlement de la FFE définit pour chaque niveau d'épreuve la qualification requise minimum (galop) du cavalier et l'âge minimum du cavalier et du cheval. De même, chaque cheval et chaque cavalier n'est autorisé qu'à concourir dans un certain nombre de reprises par jour en fonction du niveau des reprises effectuées.

### Les épreuves de dressage au niveau international
Les épreuves de dressages internationales se répartissent en cinq niveaux, de CDI/CDIO1* à CDI/CDIO5*. Des épreuves spécifiques sont organisées pour les enfants (épreuves dites "children") - CDIJ/CDIOCh-, les juniors - CDI/CDIOJ -, les jeunes cavaliers CDI/CDIOY -, les cavaliers de moins de 25 ans - CDI/CDIOU25 -, les poneys - CDI/CDIOP -, les jeunes chevaux - CDIYH -, les amateurs - CDIAm -. Les cavaliers handicapées peuvent participer à des épreuves spécifiques qui leur sont réservées dans le cadre de compétitions de para-dressage. Les CDIO sont des épreuves qui se concourent par équipes nationales.Chaque équipe est constituée de trois ou quatre cavaliers de même nationalité.
La Fédération Equestre Internationale (FEI) organise et réglemente les championnats régionaux, mondiaux et les Jeux olympiques. Les épreuves de dressage font l'objet d'un règlement spécifique qui est disponible sur le site de la FEI. Le règlement actuel date de janvier 2014 et est le 25e du nom.
Les reprises utilisées pour les compétitions internationales sont élaborées et validées par la Fédération Equestre Internationale. Les reprises internationales sont les suivantes :
- reprises pour les jeunes chevaux de 4 à 7 ans.
- le Prix St Georges, reprise de niveau intermédiaire. Cette reprise permet de juger un cheval à son stade moyen de sa formation. Il comprend des exercices permettant d'apprécier sa soumission à toutes les exigences de l'exécution de l'équitation classique ainsi qu'un standard d'équilibre et de développement physique et mental qui lui permet de réaliser les exercices avec harmonie, légèreté et facilité.
- Intermédiaire I, reprise de niveau intermédiaire avancé. L'objectif de cette reprise est d'amener le cheval, progressivement et sans dommage pour son corps et son mental, de la bonne exécution du Prix St Georges aux exercices les plus exigeants du concours intermédiaire II.
- Intermédiaire II, reprise de niveau avancé. L'objectif de cette reprise est de préparé le cheval au Grand Prix.
- Grand Prix, reprise du plus haut niveau en compétition de dressage. Cette reprise fait ressortir la légèreté parfaite du cheval, caractérisée par l'absence totale de résistance et par l'aboutissement du rassemblé et de l'impulsion. Elle inclut tous les pas d'école et tous les mouvements fondamentaux.
- Grand Prix Spécial. De même niveau que le Grand Prix, cette reprise porte une importance particulière dans la qualité des transitions, passage/piaffer/passage notamment[3].

Les épreuves Grand Prix Spécial, Intermédiaire I, Jeunes Cavaliers, Juniors et Poneys peuvent être réalisées sous forme imposée ou en musique (RLM).

## Composition des jurys de compétition

### Les jurys de compétition en France
L'organisateur de chaque concours doit choisir un Président de jury de concours parmi la liste officielle des Présidents de concours de la FFE. Ce Président détermine avec l'organisateur le jury de chacune des épreuves. Dans les circuits et championnats, le jury peut être désigné ou validé par la FFE.
Un nombre minimum de juges est déterminé en fonction de la division et de l'épreuve. Toute épreuve est présidé par un juge nommé Président de l'épreuve. Celui-ci peut juger seul (épreuves Club par exemple) ou avec un ou deux Assesseurs. Pour le épreuves Pro, la présence de deux Assesseurs est obligatoire.
Tout juge doit avoir une expérience comme concurrent et suivre un parcours de formation comportant des formations théoriques proprement dites, une évaluation via des tests de connaissances et des tests de jugement et une validation par son Comité Régional d'Equitation (CRE) ou la FFE. Pour être maintenu sur les listes de juges, il doit juger au minimum deux fois par an et suivre une formation tous les ans. Seul le statut de Juge Club, qui permet de juger les seules épreuves de niveau Club, peut être obtenu par tout titulaire du galop 7 ayant officié sur un concours.
On distingue cinq niveaux de juges :
- Juge Club, habilité à juger toute épreuve Club ou poney,
- Candidat National, habilité à juger jusqu'au niveau Amateur et Enseignant 3 et 2, Amateur 3 et 2 CCE, As Poney 1,
- National, habilité à juger jusqu'au niveau Amateur et Enseignant 1, Amateur 1 CCE,
- Candidat National Elite, habilité à juger jusqu'au niveau Amateur et Enseignant Elite, Pro 3, Pro 3 CCE, Pro 2, As Poney Elite,
- National Elite, habilité à juger tous les niveaux[10].

Le Président de jury du concours détermine la répartition des juges dans les épreuves, et dans les tribunes de juge pour chaque épreuve, chaque juge officiant dans une tribune séparée. Le Président du jury de l'épreuve a la responsabilité finale du contrôle des notes obtenues et du classement de chaque épreuve. Il a autorité pour éliminer un concurrent pour cause technique, quand un cheval boîte ou est blessé avec traces de sang. Dans ce dernier cas, il doit arrêter le cheval, vérifier la réalité de la blessure et informer le cavalier et le public.
Sous peine de sanction, tout juge doit informer l'organisateur du concours des situations de conflits d'intérêts existant entre lui et un équidé ou un cavalier participant au concours. Dans ce cas il ne peut être membre du jury des épreuves auxquelles ceux-ci participent.

### Les jurys des compétitions internationales de dressage
Dans les compétitions internationales, le jury est appelé Jury de Terrain (Ground Jury en anglais).
Le jury de terrain doit être composé d'un minimum de trois et d'un maximum de sept membres. Les membres du jury de terrain sont des juges internationaux de la liste de la FEI. Les juges sont définis en quatre (4) catégories : 2 * (nouveaux), 3 * (anciennement Candidats internationaux), 4 * (anciennement internationaux) et 5 (anciennement officiels internationaux).
Aux Jeux olympiques et aux Championnats du monde de dressage seniors de niveau Grand Prix et à la finale de la coupe du monde de dressage, la FEI nomme un Jury de Terrain composé de sept membres et d'un réserviste. Aux Jeux olympiques, dans tous les championnats FEI, aux finales de dressage de la Coupe du monde FEI et aux Jeux régionaux, tous les juges doivent être de nationalités différentes.
Dans chaque concours, un juge étranger est nommé par la FEI et agit au nom de la FEI.
Pour les championnats FEI et les jeux olympiques, le président et les autres membres du jury de terrain sont des juges 5 * nommés par le comité technique du dressage de la FEI. Le président et tous les membres jugent toutes les épreuves.Ceux des championnats FEI pour Jeunes Cavaliers et Juniors et de la finale de la coupe du monde de dressage sont des juges 5 * et 4 *, toujours nommés par la FEI.
Un groupe de surveillance des juges (JSP) est obligatoire pour les Jeux olympiques, les Jeux équestres mondiaux et les championnats continentaux au niveau Grand Prix et les finales de la Coupe du monde. Un JSP peut être présent sur tous les CDI. Le but du JSP est d’assurer que le jugement est juste. Le JSP doit comprendre trois  membres, idéalement deux juges et un entraîneur / athlète. Tous les membres du JSP doivent être indépendants et expérimentés (juges : 5 *), respectés et diplomates, adhérer au codex des juges, avoir l'intégrité et la capacité de communiquer. Il peut corriger des erreurs techniques précises et des erreurs de comptage.. Des corrections peuvent être apportées à la fois pour abaisser et augmenter les notes. Si la note finale d'un juge pour une combinaison cheval / athlète varie (supérieure ou inférieure) de cinq (5)% ou plus par rapport à la moyenne des notes des autres juges pour la même combinaison, le JSP peut, à l'unanimité, modifier cette note pour la ramener au score suivant le plus proche.
Pour les finales de dressage de la Coupe du Monde FEI, les finales de la ligue de dressage de la Coupe du Monde FEI, tous les championnats de la FEI, les Jeux régionaux et les Jeux olympiques, un comité d'appel doit être nommé. Le président et les membres du comité d'appel doivent avoir une expertise dans le domaine des événements équestres. Au moins un d'entre eux doit être un juge de dressage FEI actif ou retraité.

## La notation

### Notation des reprises imposées
Chaque reprise de dressage fait l'objet d'un protocole de notation qui détaille les figures devant être exécutées. Une note de 0 à 10 est attribuée à chaque figure. Celle-ci est composée de mouvements et/ou de transitions. À ces notes, s'ajoutent des notes d'ensemble. Les notes s'échelonnent de 0 (non exécuté) à 10 (excellent). Le juge peut attribuer des demi-points pour nuancer son jugement. Des idées directrices précisant les principaux points devant être jugés figurent sur les protocoles au regard de chaque figure et de chaque note d'ensemble devant être notée. Les notes de chacun des juges sont reportées sur le protocole durant le déroulement de la reprise par un/une secrétaire. Les juges ont la possibilité d'expliciter chacune de leur note dans une zone de remarques. Ils doivent obligatoirement le faire pour toutes les notes égales ou inférieures à six. Les notes d'ensemble peuvent faire l'objet d'une remarque globale. Le juge signe chaque protocole. Les notes ne peuvent plus être modifiées après signature du protocole.
Les reprises de dressages se composent de figures (à ne pas confondre avec les figures de manège) elles-mêmes composées de mouvements. On dénombre d'une vingtaine à plus de trente figures par reprise, chaque figure pouvant compter un à trois mouvements. Les figures sont numérotées de 1 à n, et doivent être exécutées en respectant leur ordre croissant. Une seule note est attribuée pour chaque figure, quel que soit le nombre de mouvements qui la composent. La figure est jugée dans sa globalité.
Par exemple, dans la reprise Pro 1 Elite Grand prix, la figure 3 se compose de 3 mouvements :
- 1er mouvement : À Doubler sur la ligne du milieu
- 2e mouvement : DG 3 appuyers allant de 5 m de part et d'autre de la ligne du milieu. Le 1er et le dernier vers la droite
- 3e mouvement : C Piste à main droite

Pour cette figure, le juge attribue une seule note qui doit prendre en considération : la régularité et la qualité du trot; l'incurvation égale, le rassembler, l'équilibre, la fluidité des inversions ; le croisement ; la symétrie.
Le règlement international précise l'attendu des juges pour les mouvements suivants: l'arrêt, le reculer, les transitions, les changements de direction, les voltes, les serpentines et les huit de chiffre, la cession à la jambe, les mouvements latéraux (épaule en dedans, tête au mur, croupe au mur, appuyer), la pirouette, la demi-pirouette et le demi-tour autour des hanches, le passage, le piaffer. Il autorise et préconise l'utilisation. du demi-arrêt.
Jusqu'au niveau Amateur 3, des notes d'ensemble différentes sont attribuées pour le cavalier et pour le cheval. Elles concernent notamment la précision du tracé et des mouvements, la position, l'emploi des aides et l'assiette du cavalier, l'impulsion, les allures, l'acceptation et la confiance du cheval. À partir du niveau Amateur 2, les notes d'ensemble sont attribuées au couple dans son ensemble et portent notamment sur la régularité des allures, la franchise, l'activité des hanches, mais aussi la soumission et l'obéissance à la main et aux jambes.
Certaines figures, tout comme certaines notes d'ensemble, peuvent avoir un coefficient de 2.
Des pénalités pour erreur ou omission peuvent être appliquées, allant de la diminution des points à l'élimination. Les pénalités font l'objet d'un barème figurant dans le Règlement officiel des épreuves.
Le total des points obtenus par chaque concurrent et pour chaque juge est converti en pourcentage. Le pourcentage final servant au classement est obtenu en faisant la moyenne du pourcentage des juges. Le vainqueur est le concurrent ayant obtenu le meilleur pourcentage général. En cas d'ex aequo parmi les trois premiers classés, ceux-ci sont départagés par leurs notes d'ensemble, la meilleure note d'ensemble désigne le premier de l'épreuve. À partir de la quatrième place, les ex aequo sont conservés.
Les protocoles sont remis aux cavaliers après les épreuves afin qu'ils puissent prendre connaissance de leurs notes détaillées et des remarques des juges.

### Notation des RLM
Pour chaque RLM, des figures imposées sont déterminées qui font l'objet d'une notation comme exposé ci-dessus. Cinq notes artistiques sont attribuées pour le rythme, l'énergie et l'élasticité, l'harmonie entre le cavalier et le poney / cheval, la chorégraphie, le degré de difficulté, la musique et son interprétation.
Ces notes peuvent avoir jusqu'à quatre de coefficient.

## Déroulement des compétitions de dressage

### Préparation du cheval et du cavalier
Le cheval est soigneusement toiletté : la qualité de la présentation est une composante de la note générale. Aucune protection n'est autorisée.
Les enrênements, la tenue, les selles, les brides, filets, éperons, cravaches autorisés et les interdits en la matière sont précisés dans les règlements officiels. Ils peuvent différer en fonction des catégories d'épreuves et du niveau du cheval et du cavalier. Les militaires, la police, etc. peuvent porter une tenue civile ou de service lors des compétitions internationales.
En compétition internationale, le cheval se voit attribuer un numéro d'identification pour le concours qu'il doit obligatoirement porter pendant les épreuves et à tout moment dans les zones d’entraînement ou en marchant manuellement (à partir du moment de son arrivée jusqu’à la fin de la manifestation) afin de pouvoir être identifié par tous les officiels.

### La détente
La durée et le déroulement de la détente sont laissés à l'appréciation du cavalier qui les adapte au caractère de son cheval. Elle a pour but d'échauffer musculairement le cheval et le préparer psychologiquement à la compétition. Elle dure généralement de vingt minutes à une heure, et a lieu dans un paddock spécifique de même dimension et de même sol que la carrière où se déroule la compétition.
Un rectangle de détente dit des dix minutes est obligatoire pour les Jeux Olympiques et les Championnats FEI et recommandé pour tous les autres CDI / CDIO. C'est la dernière carrière d'entraînement avant d'entrer dans l'arène de compétition. Située à proximité de celle-ci, le cavalier peut l'utiliser dès le départ du cavalier qui le précède qui entre dans l'arène principale. Il ne peut jamais y avoir plus d'un cheval dans la carrière des dix minutes. Son utilisation n'est pas obligatoire.

### Ordre et heure de passage
L'ordre de passage est tiré au sort. L'heure de passage doit être impérativement respectée. Le cavalier dispose de soixante secondes après la sonnerie pour entrer en piste, quarante cinq secondes dans les épreuves internationales. En RLM, le cavalier a quarante-cinq secondes pour signaler le début de la musique et doit entrer sur le rectangle dans les trente secondes du début de la musique. Tout retard entraîne pénalisation, voire élimination.

#### Ressources spécialisées sur le dressage
- Michel Henriquet et Catherine Durand, Gymnase et dressage, Paris, Vigot Maloine, 2000, 2e éd., 197 p. (ISBN 2-224-02630-7)
- Michel Henriquet et Alain Prevost, L'équitation, un art, une passion, Paris, Editions du seuil, 1972, 319 p.
- Nuno Oliveira, Nuno Oliveira, Œuvres complètes, Belin, 2006, 285 p. (ISBN 2-7011-3416-1)
- Philippe Karl, Dérives du dressage moderne : Recherche d'une alternative, Paris, Belin, 2006, 159 p. (ISBN 2-7011-4450-7)
- Colonel Challan Belval, Dressage, édition Lavauzelle (ISBN 2702502741)

#### Livres généralistes
- Françoise Racic-Hamitouche et Sophie Ribaud, Cheval et équitation, Editions Artemis, 2007, 287 p. (ISBN 978-2-84416-468-1 et 2-84416-468-4, lire en ligne), p. 199-203
- Elwyn Hartley Edwards, Les chevaux, Éditions de Borée, 2006, 272 p. (ISBN 978-2-84494-449-8, lire en ligne), p. 70-71